# Kathedrale von Mariana

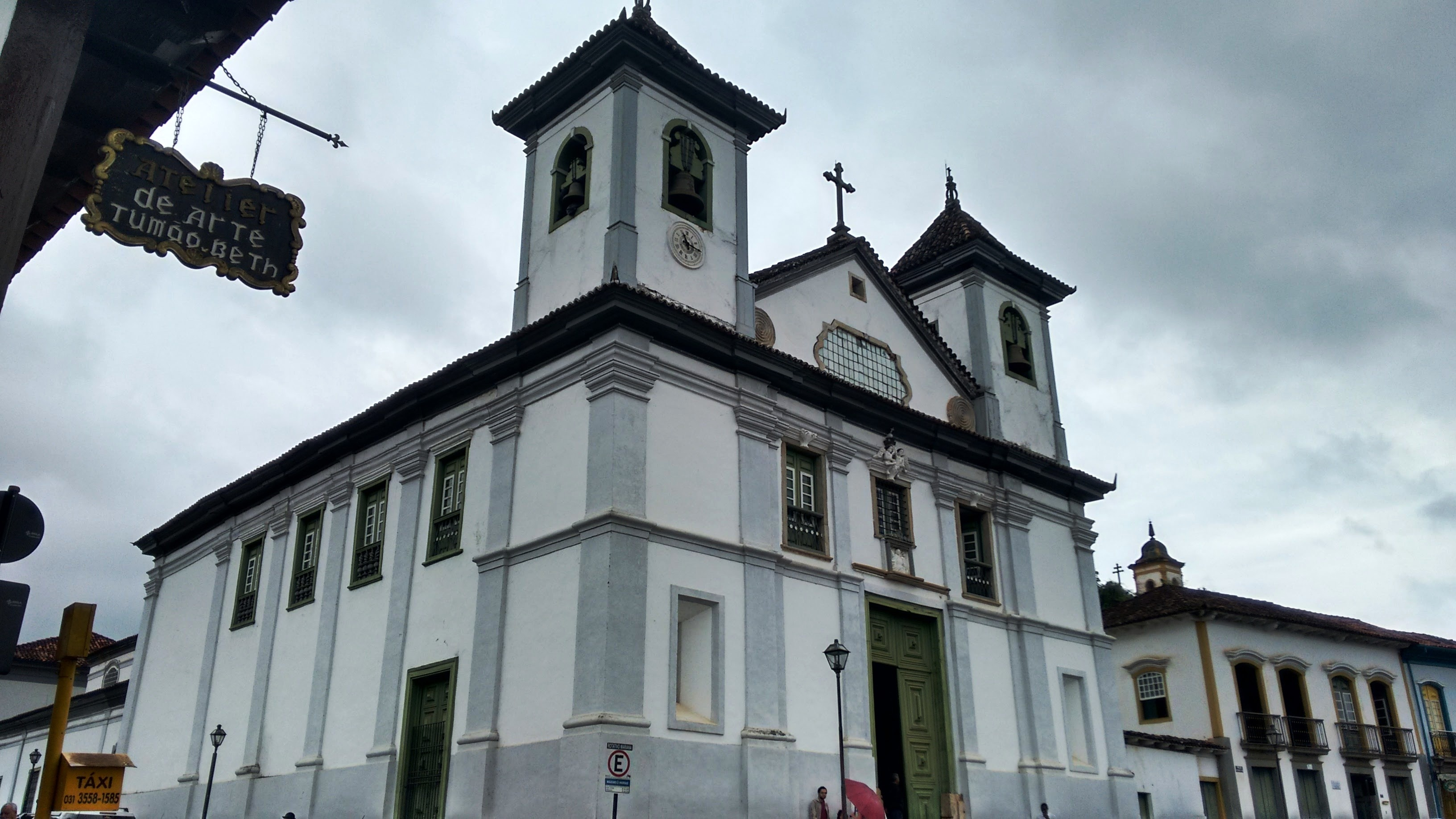
Außenansicht der Kathedrale

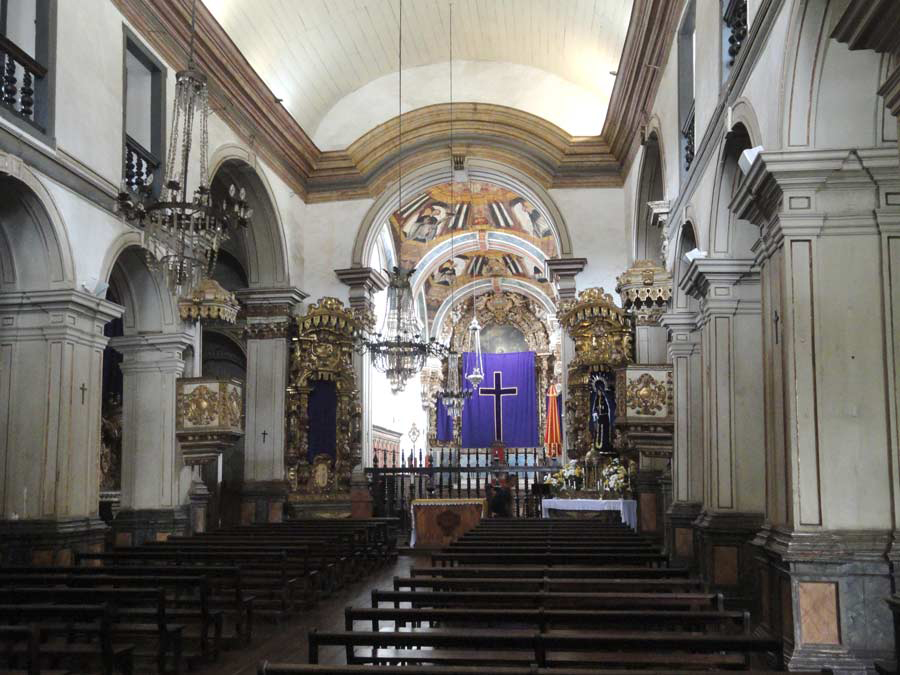
Innenraum der Kathedrale

Die Kathedrale von Mariana oder die Kathedralbasilika Mariä Himmelfahrt (portugiesisch Catedral Basilika Nossa Senhora da Assunção) oder auch Catedral da Sé ist eine römisch-katholische Kirche in Mariana, einer der ältesten Städte Brasiliens im Bundesstaat Minas Gerais. Die Kathedrale des Erzbistums Mariana mit dem Patrozinium Mariä Aufnahme in den Himmel trägt zusätzlich den Titel einer Basilica minor.

## Geschichte
Die heutige Pfarrei Mariä Himmelfahrt wurde 1704 gegründet und zu dieser Zeit der Jungfrau von Carmen gewidmet. Durch den portugiesischen Bergmann António Pereira Machado wurde ein Lehmbau als Kapelle errichtet. Mit der Ernennung der Siedlung zur Stadt Mariana durch Gouverneur Antonio de Albuquerque wurde 1711 mit dem Bau einer festen Kirche am heutigen Praça da Sé begonnen. Eine erste Erweiterung fand zwischen 1713 und 1718 statt und wurde dem Baumeister Jacinto Barbosa Lopes anvertraut, der die bestehende Struktur wiederverwendete und die Sakristei umbaute. Im Jahr 1734 wurde das Gebäude bereits durch den Beginn neuer Arbeiten an der Fassade und den Türmen unter der Verantwortung von António Coelho Fonseca aufgewertet. Der Bau der Sakramentskapelle und die Verputzung wurden zwischen 1751 und 1761 umgesetzt. Im gleichen Jahr wurde die Deckenmalerei des Mittelschiffs und des Altarraums sowie der beiden Kuppeln fertiggestellt. Weiter wurde die Vergoldung der seitlichen Altäre durch Manuel Rabelo de Sousa ausgeführt, wonach der Kirchenbau vorerst abgeschlossen war. 1798 wurden die Außenmauern in Stein und Kalk wegen Verfall neu errichtet.
Inzwischen wurde die Kirche 1745, mit der Schaffung des Bistums Mariana, zur Kathedrale Mariä Himmelfahrt erhoben. Dem geschützten Baudenkmal verlieh Papst Johannes XXIII. 1963 zusätzlich den Titel einer Basilica minor.

## Architektur
Die dreischiffige Kirche mit schmalen Seitenschiffen wurde im Stil des Manierismus errichtet. Die nüchterne Doppelturmfassade fasst einen Dreiecksgiebel zwischen den beiden Glockentürmen ein. Das mit quadratischen Säulenreihen zu den Seitenschiffen abgegrenzte Hauptschiff ist mit einem Tonnengewölbe mit dem Deckengemälde überdacht. An das Langhaus schließt sich der durch einen Bogen abgeteilte, niedrigere Altarraum mit dem gemalten Hochaltar an. Seitlich neben dem Altarraum und an den Enden beider Querschiffe wurden weitere Altäre aufgestellt, deren Stile vom Barock bis in den Rokoko reichen.
Hinter der Kathedrale schließt sich das Diözesanmuseum an.

## Orgel

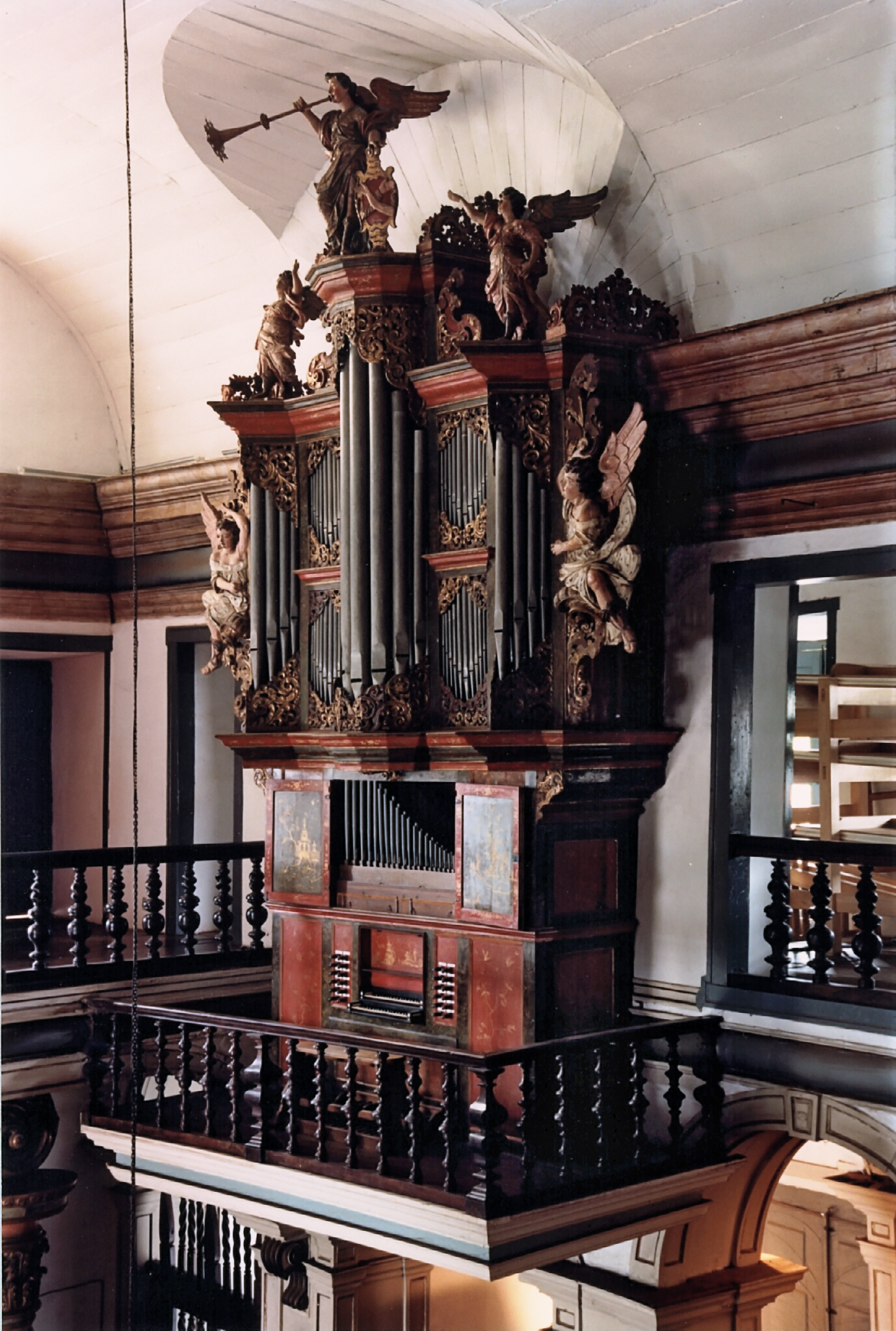
Schnitgerorgel

Die Orgel stammt von Arp Schnitger und ist seine einzige erhaltene außerhalb Europas. Die 7 Meter hohe und 5 Meter breite Orgel wurde um 1701 in Hamburg gefertigt und zunächst in Lissabon aufgestellt. 1752 wurde sie durch König Johann V. erworben, nach Mariana überführt und dort auf einer neuen Empore über dem Eingangsbereichs installiert. 14 der 18 Register sind noch ganz oder teilweise erhalten. Die Orgel wurde in zwei Phasen bis 1984 und bis 2002 restauriert. Sie wird neben der liturgischen Begleitung für regelmäßige Orgelkonzerte genutzt.